# Nimah Ismail Nawwab
Nimah Ismail Nawwab, ou Ni’mah Isma’il Nawwab (نعمة إسماعيل النواب) née le 12 mai 1965 en Malaisie, est une poétesse, militante, photographe et écrivaine saoudienne d'expression anglaise. 
Ses poèmes, écrits en anglais, évoquent les problèmes du monde arabe, de la jeunesse, du sexisme, de la religion, de la culture et de la société saoudiennes. Elle est la première poétesse saoudienne publiée aux États-Unis.

## Biographie

### Jeunesse et formation
Nimah Ismail Nawwab naît en Malaisie le 12 mai 1965, mais elle est d'origine saoudienne. Elle est issue d’une lignée d’érudits de La Mecque.
Son père, Ismail I. Nawwab, est un ancien professeur de linguistique de l'Université d'Édimbourg en Écosse,. Nimah Ismail Nawwab grandit en parlant trois langues : son père lui lit le Coran, la poésie arabe et les pièces de William Shakespeare.

### Débuts professionnels et débuts en poésie
Nimah Ismail Nawwab commence sa vie professionnelle dans l'entreprise pétrolière Aramco. Elle a l'idée d'écrire de la poésie après une rencontre avec la poétesse arabo-américaine Naomi Shihab Nye (en). Son premier poème, publié aux Etats-Unis, a pour sujet le meurtre d'un enfant palestinien, Muhammad al-Durrah.

### Œuvre poétique
Les premiers poèmes de Nimah Ismail Nawwab sont centrés sur les problèmes de la Palestine et de l'Irak. Nimah Ismail Nawwab écrit en anglais et sa poésie aborde les problèmes de la jeunesse, les problèmes des femmes, le sexisme, la religion ainsi que la culture et la société saoudiennes,,.
Son deuxième recueil, Canvas of the Soul: Mystic Poems from the Heartland of Arabia, est inspiré du soufisme et développe surtout des thèmes spirituels,. Son œuvre est également reprise dans l'anthologie Gathering the Tide: An Anthology of Contemporary Arabian Gulf Poetry.

### Photographie
Nimah Ismail Nawwab est également photographe. Les photographies qu'elle a prises sont publiées dans le livre de Theodore Friend Woman, Man, and God in Modern Islam. Nimah Ismail Nawwab est la première poétesse saoudienne à être publiée aux États-Unis. Elle est aussi le premier poète saoudien à dédicacer ses œuvres en public,.

## Publications

### Recueils de poésies
- The Unfurling [« Le déploiement »], Selwa Press, 2004.
- Canvas of the Soul: Mystic Poems from the Heartland of Arabia [« Toile de l'âme : poèmes mystiques du cœur de l'Arabie »], Tughra Books, 2012[13].

### Parutions en anthologies
- Gathering the Tide: An Anthology of Contemporary Arabian Gulf Poetry [« Rassembler la marée : une anthologie de la poésie contemporaine du golfe Arabique »], Ithaca Press, 2011[10].